# Katarzyna Wisniowska
Katarzyna Wiśniowska (née le 28 septembre 1931 à Łopuszka Wielka près de Przeworsk - morte le 28 décembre 1996 idem) est une archère polonaise, 4 fois championne du monde.

## Palmarès

### Championnats du monde
- Médaille d'or à l'épreuve individuel combiné femme aux championnats du monde 1955 à Helsinki
- Médaille d'or à l'épreuve triathlon longue distance individuel femme aux championnats du monde 1955 à Helsinki
- Médaille d'or à l'épreuve individuel femme 70m aux championnats du monde 1955 à Helsinki
- Médaille d'or à l'épreuve individuel femme 60m aux championnats du monde 1955 à Helsinki
- Médaille d'argent à l'épreuve individuel femme 50m aux championnats du monde 1955 à Helsinki
- Médaille d'argent à l'épreuve individuel femme 35m aux championnats du monde 1955 à Helsinki
- Médaille de bronze à l'épreuve combiné femme par équipe aux championnats du monde 1955 à Helsinki
- Médaille de bronze à l'épreuve triathlon longue distance par équipe femme aux championnats du monde 1955 à Helsinki
- Médaille de bronze à l'épreuve triathlon courte distance par équipe femme aux championnats du monde 1955 à Helsinki